# دان لیک
دان لِیک (انگلیسی: Don Lake؛ زادهٔ ۲۶ نوامبر ۱۹۵۶) بازیگر، نویسنده و کارگردان اهل کانادا است. او دوست صمیمی و همکار بانی هانت است.

## گزیدهٔ آثار

### سینما
- احمق و احمق‌تر ۲ (۲۰۱۴)
- نابودگر ۲: روز داوری (۱۹۹۱)

### تلویزیون
- نیروی فضایی[۲] (۲۰۲۲-۲۰۲۰)
- آشنایی با مادر (۲۰۱۲)
- خانواده امروزی (۲۰۱۲)
- مزخرفاتی که پدرم می‌گوید (۲۰۱۱)
- بابای آمریکایی! (۲۰۰۷)
- زیاد ذوق‌زده نشو (۱۹۹۹)
- آلفرد هیچکاک تقدیم می‌کند (۱۹۸۹)